# هنري ميدينا
هنري ميدينا (بالإسبانية: Henry Medina)‏ (16 مارس 1981 في غواتيمالا - ) هو لاعب كرة قدم غواتيمالي في مركز الدفاع. شارك مع منتخب غواتيمالا لكرة القدم. أما مع النوادي، فقد لعب مع ميونيسيبال وDeportivo Xinabajul ‏ وC.D. Suchitepéquez ‏ وDeportivo Teculután ‏.

## وصلات خارجية
- هنري ميدينا على موقع قاعدة بيانات كرة القدم.إي يو (الإنجليزية)
- هنري ميدينا على موقع ناشيونال فوتبول تيمز (الإنجليزية)
- هنري ميدينا على موقع Soccerway.com (الإنجليزية)